# Hoosiers d'Indianapolis
Les Hoosiers d'Indianapolis (en anglais : Indianapolis Hoosiers) est le nom porté par quatre formations différentes de baseball qui évoluèrent à la fin du XIXe siècle et au début du XXe siècle à Indianapolis.

## American Association(1884) / Western League (1885)
La première version des Hoosiers s'aligne en American Association en 1884 où elle ne brille guère : 11e avec 29 victoires pour 78 défaites. Les Hoosiers rejoignent ensuite la première version de la Western League en 1885 et remporte le titre avec 24 victoires pour 7 défaites.

## Ligue nationale(1887-1889)
Les Hoosiers sont membres pendant trois saisons de la Ligue nationale y enregistrant des résultats décevants : 8e en 1887 avec 37 victoires pour 89 défaites, 7e en 1888 (50-85) puis 7e en 1889 (59-75).

## Western League/Ligue américaine(1894-1900)
Cette version des Hoosiers évolue en ligue mineure : la Western League, future Ligue américaine. Les Hoosiers sont les plus brillants participants de cette ligue avec trois titres remportés en sept saisons : 1895, 1897 et 1899. Le manager Bill Watkins est responsable de cette formation de 1895 à 1901.
Lors de la transformation de la Ligue américaine en ligue majeure (1901), les Hoosiers sont écartés. Ils disputent alors l'édition unique de l'éphémère Western Association.

## Federal League(1914)
La dernière version des Hoosiers prend part à l'éphémère championnat de la Federal League en 1914 et remporte le titre en alignant 88 victoires pour 65 défaites sous la conduite du manager Bill Philips.